# Calypsotief

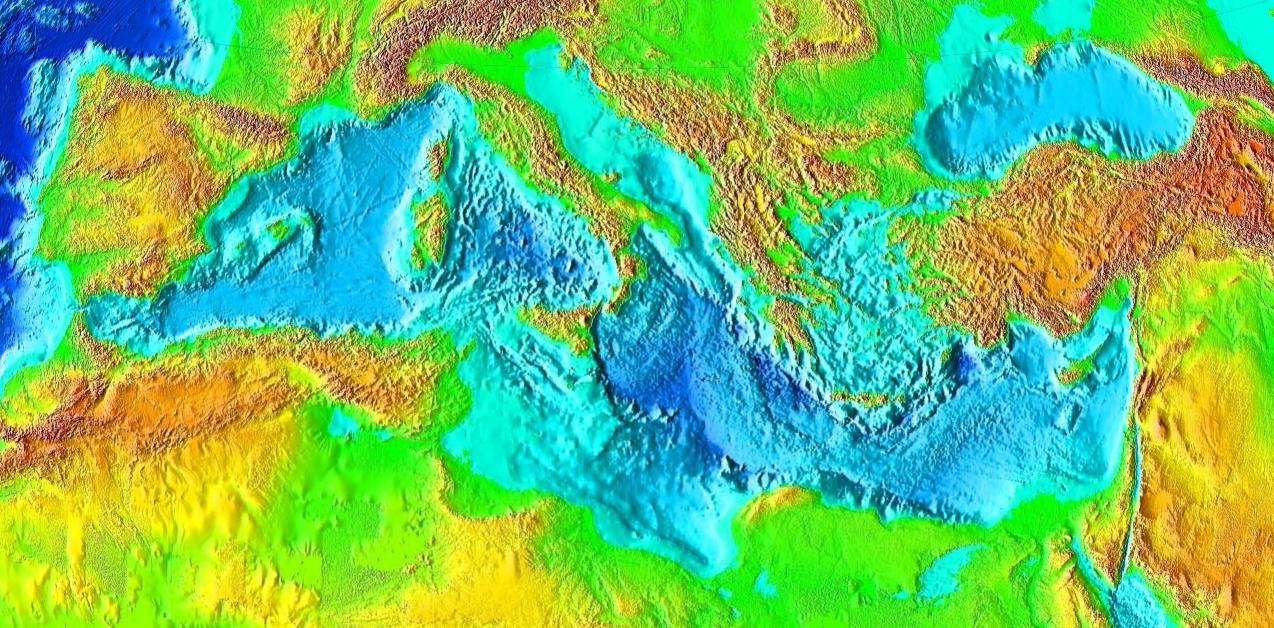
Reliefkarte des Mittelmeers

Das Calypsotief (griechisch Φρέαρ των Οινουσσών Fréar ton Inoussón (n. sg.)) ist ein Meerestief im Mittelmeer und stellt mit 5109 m ±1 m unter dem Meeresspiegel dessen tiefste Stelle dar. Es ist benannt nach der Nymphe Kalypso aus der griechischen Mythologie.
Im Ionischen Becken, einem Teil des Ionischen Meeres, befindet sich das Calypsotief südwestlich der griechischen Halbinsel Peloponnes, circa 58 km westsüdwestlich der Küstenstadt Methoni auf 36° 34' nördlicher Breite und 21° 08' östlicher Länge.
Südlich des Ägäischen Inselbogens schiebt sich die afrikanische Kontinentalplatte unter die eurasische. Die hierbei erfolgende Subduktion ist der Grund für die Tiefe des Mittelmeeres in diesem Gebiet.

## Fauna
Die einzige direkt nachgewiesene Fischart in dem Meerestief ist Coryphaenoides mediterraneus (englisch mediterranean grenadier) aus der Familie der Grenadierfische. Ebenfalls per Fotofalle nachgewiesen wurde Acanthephyra eximia (englisch dressed deep-sea shrimp) aus der Garnelen-Teilordnung Caridea.
Insgesamt wird die Gesamtbiomasse und Biodiversität im östlichen Mittelmeer als verhältnismäßig gering eingeschätzt. Das mehrfache Austrocknen, insbesondere während der Messinischen Salinitätskrise vor ungefähr sechs Millionen Jahren, scheint eine der wesentlichen Ursachen für diese Umstände zu sein. Mit abnehmender Salinität zum Atlantik hin nehmen beide Beobachtungswerte merklich zu. Eventuell überlebten hauptsächlich endemische Arten eine derartige Veränderung der Salzkonzentration, was zu einer nachhaltigen Einschränkung der Bestände und Artenvielfalt führte. Die heutige Fauna des Mittelmeers wäre in diesem Fall größtenteils eine noch nicht abgeschlossene Rekolonisierung vom Atlantik aus. Gerade in der Tiefsee scheint dieser Zusammenhang von größerer Bedeutung zu sein.

## Bemannte Erkundung
Die erste bemannte Erkundung des Meerestiefs fand am 27. September 1965 mit dem Bathyscaph Archimède der französischen Marine statt. Die dreiköpfige Besatzung bestand aus dem Kapitän Gérard Huet de Froberville, Henri Germain Delauze und dem Amerikaner Charles L. Drake. Als erreichte Tiefe gaben die Instrumente eine Tiefe von 5110 m an, aufgrund der unzureichenden Eichung blieb die Messung jedoch unbestätigt.

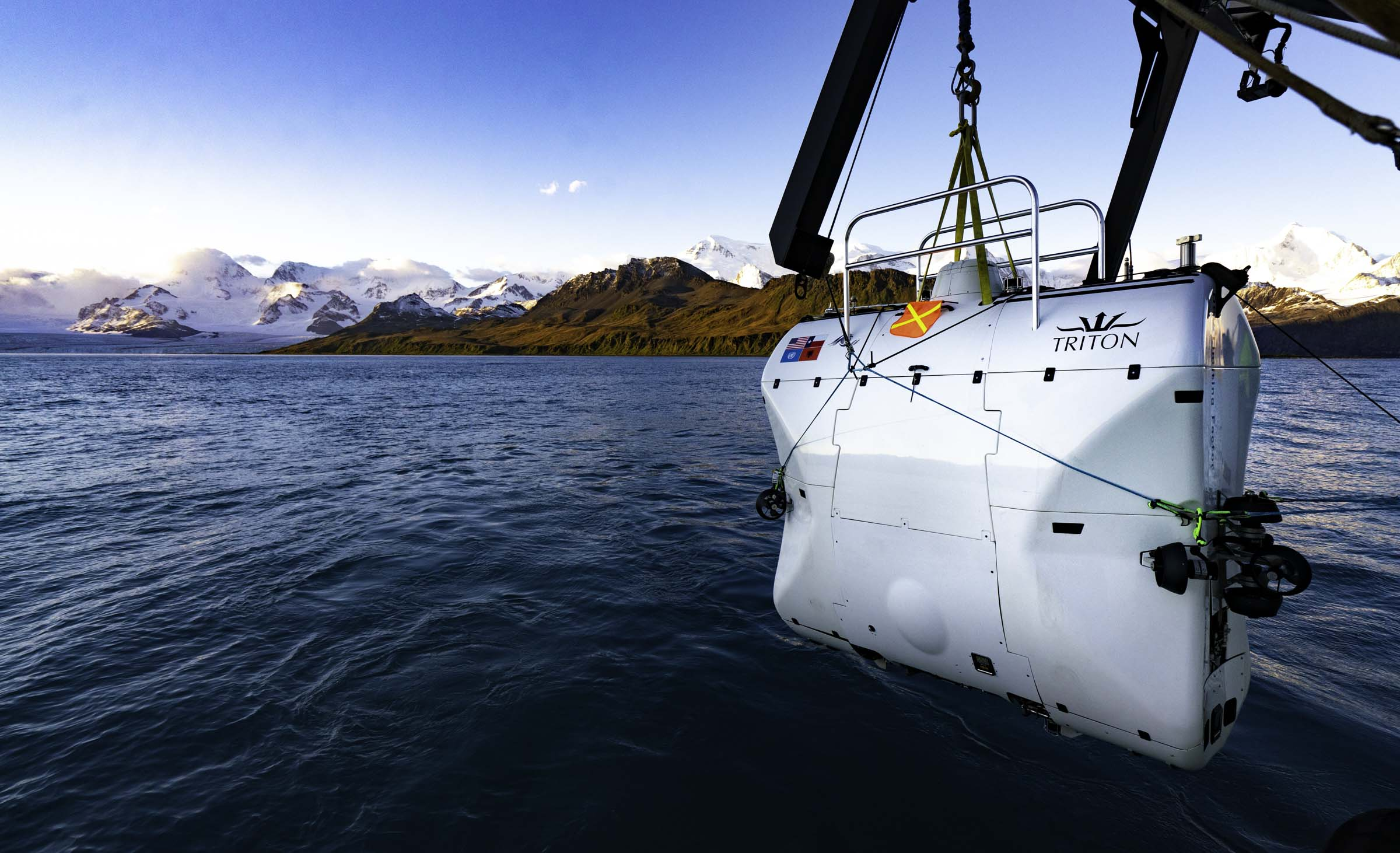
Tauchboot Limiting Factor vor der Insel Südgeorgien

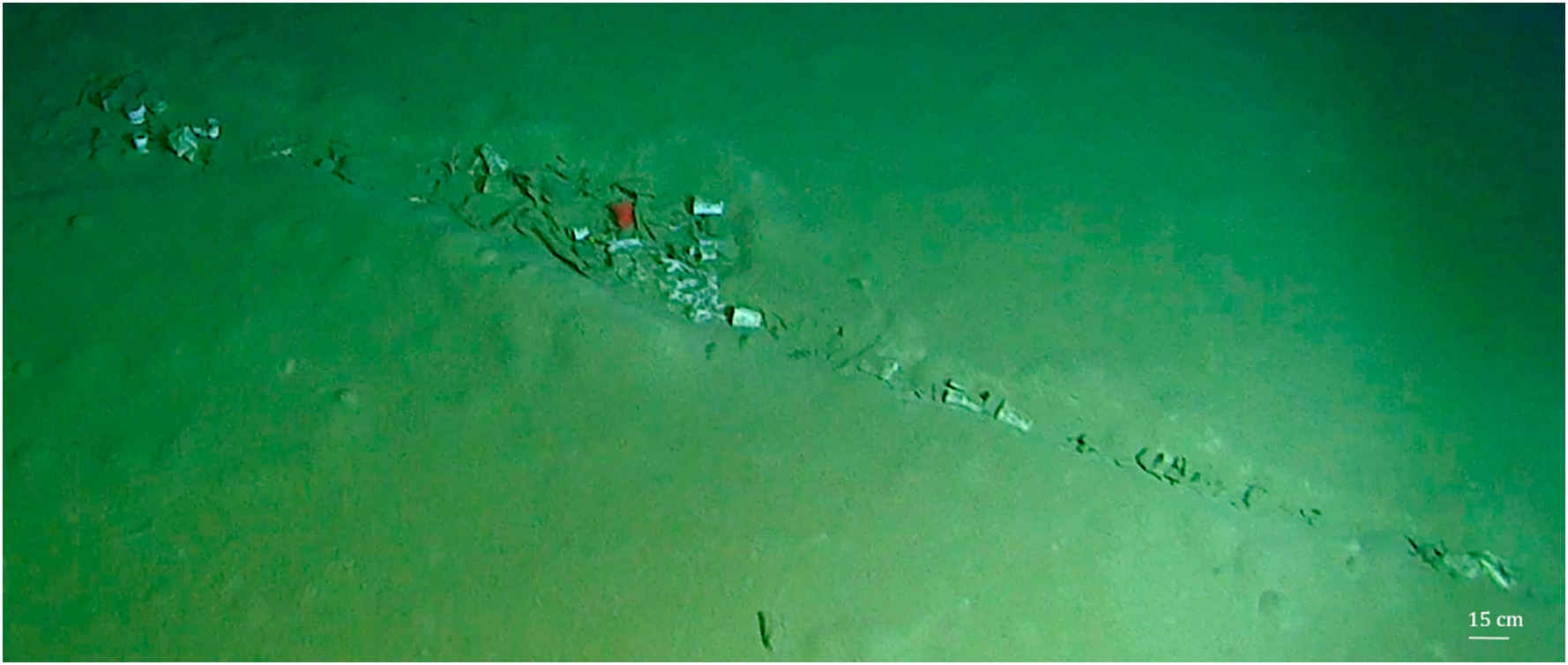
Müllansammlung im Kalypsotief

Am 10. Februar 2020 unternahmen der Privatunternehmer Victor Vescovo und der Fürst von Monaco Albert II. eine Expedition zum Grund der Verwerfung. Mit modernsten Messinstrumenten an Bord der Limiting Factor (Triton 36000/2), dem einzigen kommerziellen Tiefseefahrzeug seiner Art, erfassten die beiden eine Tiefe von 5109 m ±1 m, bestätigten damit das Ergebnis ihrer Vorgänger und widerlegten bisherige Annahmen, die von einer Maximaltiefe von bis zu 5267 m ausgegangen waren.
Neben akkuraten Messdaten fand die Besatzung auch Kunststoffreste am Grund vor und fotografierte diverse Ansammlungen von Abfall vor Ort. EYOS Expeditions verkündete im Zuge dieser Erkenntnis, dass es hoffe, seine Mission stärke das Bewusstsein für den negativen menschlichen Einfluss auf unser Ökosystem.
Im Zuge der Expedition erhielt Fürst Albert II. von Monaco einen Eintrag im Rekordbuch des Diving Almanacs, der ihm den tiefsten Tauchgang eines Staatsoberhauptes bescheinigt.
2025 wies ein Forscherteam die erhebliche Verschmutzung durch Müll nach, der zu 88 % aus Plastik besteht, dazu eine Tiefe, die wiederum mit 5122 m angegeben wurde.